# Vätö
För andra betydelser, se Vätö (olika betydelser).

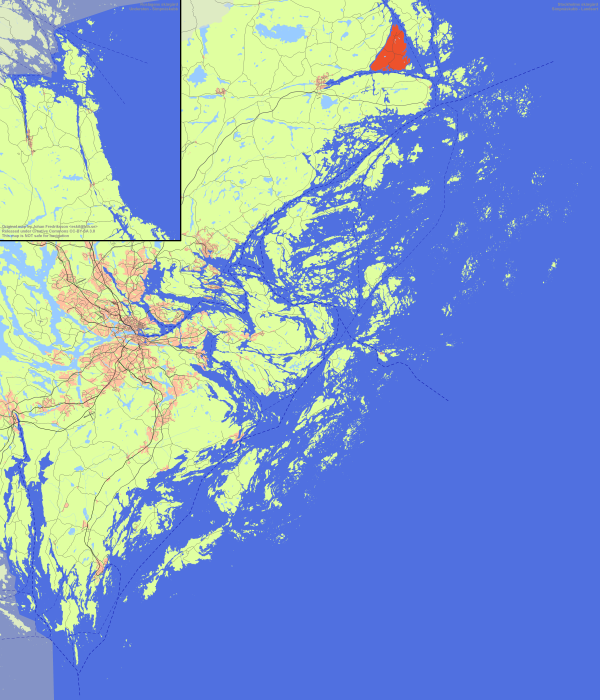
Vätös läge i Stockholms skärgård

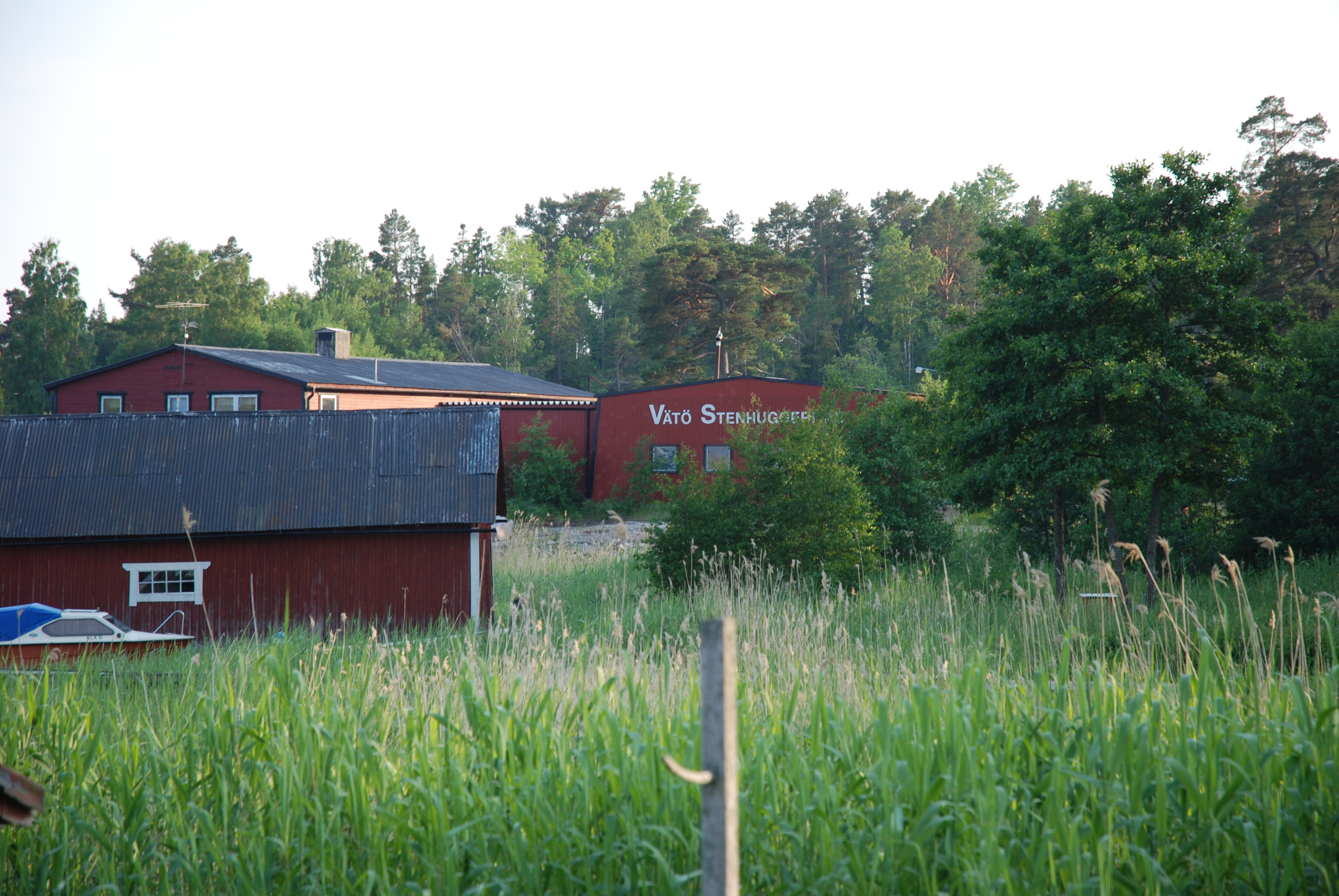
Vätö Stenhuggeri i Karlsängen

Vätö är en ö i Norrtälje kommun i Uppland, i de nordligaste delarna av Stockholms län. Vätö är en del av Vätö socken med Vätö Kyrka. Centralorten på Vätö är samhället Harg.
Vätö har förmodligen fått sin första bebyggelse under slutet av järnåldern. På ön finns flera kända gravfält. Vid byn Harg har förmodligen en forntida kultplats funnits.
Vätö kyrka omtalas första gången på 1300-talet. Strax söder om kyrkan finns en ruin efter ett medeltidshus, kallat "Klostret". Byggnaden tillhörde Stockholms gråbrödrakloster och användes för förvaring av gåvor till klostret insamlade i Roslagen, och troligen även för gåvor som insamlats i Finland. Vid kyrkan låg tidigare färjestället från fastlandet till Vätö. Den förlorade dock sin funktion 1993 då färjan ersattes av den nya 17 meter höga Vätöbron. Här fanns tidigare även ankringsplats för de kyrkbåtar, som fram till 1800-talet användes av sockenbor från kringliggande öar. Fram till 1914 lydde Björkö, Arholma, Idö och Lidö till Vätö socken. Byn Harg har varit öns största och omfattat 10 mantal. Vid Håksnäs fanns Vätös enda herrgård, men den förlorade 1702 sin sätesfrihet.
Under 1600- och 1700-talet blev brytning och försäljning av sandsten en betydande näring för öborna. Då sandstenen började tryta i slutet av 1700-talet började bondeseglation med andra varor att ta över. Till skillnad från redarna på Björkö och Arholma seglade Vätöborna främst med mindre skutor. Vätöhävda gård är en välbevarad redargård på Vätö.
1886 anlades Rosättra Båtvarv för att bygga lotskuttrar och segeljakter. Här har bland annat byggts Laurinkostrar och senare Linjettbåtar.

## Granitbrytningen
Granitbrytningen inleddes 1892 och graniten användes bland annat vid bygget av Riksdagshuset i Stockholm och Kungliga Operan. Det var då den röda graniten som bröts. Under 1920-talet bröts dock även diabas, bland annat för Tändstickspalatset i Stockholm. Vätö stenhuggeri vid Karlsängen var under en tid det främsta, och hade som mest 500 anställda. Många av arbetarna kom utifrån och lät uppföra de små villor med hög stenfot som nu är vanliga på Vätö. Vätöbergs stenhuggeri vid Vätöberg anlades 1898 av Stockholms stad vid detta stenhuggeri tillverkades bland annat fundamentet till statyn av Birger jarl på Birger jarls torg i Stockholm. Originalet, som tillverkades i Italien, finns fortfarande att se i stenbrottet. Stenhuggeriet på Vätöberg är sedan många år nedlagt, men fortfarande kan man besöka det till fots. Fortifikationsförvaltningen äger och förvaltar anläggningen.

## Vätö idag
Vätö består idag av ett inland med ett jordbruk med åkrar och skog och kuster med huvudsakligen fritidshus i typisk roslagsnatur. Öns karaktär utgår från det typiskt mellansvenska kustlandskapet och ön har en stor andel äldre bebyggelse. Denna är huvudsakligen torp och gårdar från 1800-talets andra hälft, vackert belägna i ett uppblandat landskap av åkrar, ängar och skogspartier. Viss bebyggelse kommer av den industriella verksamheten på ön, där stenhuggerierna skapade ett bostadsbehov, dock utan egentligt jordbruk och s.k. stenhuggartorp är vanliga. Kulturlandskapet är av högt kulturhistoriskt värde. Den norra delen av ön har en annan karaktär med mer utpräglad fritidshusbebyggelse uppförd under 1960- och 1970-talen, delvis med arkitektoniskt medvetet formade fritidshus i gruppbebyggelse. Ön har flera uppskattade badplatser. 

## Samhälle & service
Från Vätö, och samhället Harg beläget mitt på ön, finns det busstrafik till Norrtälje med ett antal dagliga avgångar, som utökas under sommarhalvåret. Mitt i Harg finns det även en matbutik som håller öppet varje dag. Det finns en restaurang belägen i Norrhåknäs samt en lanthandel och ett självplock i utkanten av Harg. Vätö skola är en låg- och mellanstadieskola.
I närbelägna Nysättra på fastlandet finns det även en två thaimatrestauranger, bygghandel, och maskinuthyrare.
Öns fotbollslag Vätö IK kämpar i de lägre divisionerna.